# Victorious (Lina Hedlund-låt)
Victorious  är en musiksingel som framförs av svenska sångaren Lina Hedlund från 2019. Låten är skriven av Melanie Wehbe, Johanna Jansson, Dino Medanhodzic och Richard Edwards. Hon framförde den i den tredje semifinalen av Melodifestivalen 2019 där hon tog sig direkt till final. Detta var femte gången Lina Hedlund tävlade i Melodifestivalen och andra gången som soloartist. Hedlund tyckte att det svåraste med numret var att gå i trappan till podiet på scenen med kläderna hon hade på sig. Låten placerade sig på plats 64  på Sverigetopplistan under sin första vecka.